# Helen Zingg
Helen Zingg (tudi Helene Zingg), švicarska alpska smučarka.
Na svetovnih prvenstvih je leta 1931 osvojila šesto mesto v smuku, leta 1933 pa bronasto medaljo v slalomu.